# Pat O'Brien (chitarrista)
Pat O'Brien (Hebron, 17 maggio 1965) è un chitarrista statunitense.
È noto soprattutto per essere stato il chitarrista del gruppo death metal Cannibal Corpse.

## Biografia
Pat O'Brien è entrato nei Cannibal Corpse nel 1996, rimpiazzando Rob Barrett come chitarrista.
Dal 6 al 14 aprile 2011 ha suonato come turnista negli Slayer al posto di Jeff Hanneman.
Nel 2021, dopo alcune vicende giudiziarie che lo avevano visto coinvolto, non è più il chitarrista dei Cannibal Corpse, venendo sostituito da Erik Rutan.
Ha anche suonato nella band death/thrash metal Ceremony e per un breve periodo di tempo nei Nevermore (1994-1996).

## Curiosità
O'Brien è un fan delle armi e della caccia. In un'intervista ha detto che gli piace anche "sollevare pesi, bere birra e ovviamente suonare la chitarra".
In un'altra intervista, Pat ha affermato che gli piace suonare death metal poiché è "il genere di musica più pesante che esista", "un colpo in faccia" e "il migliore tipo di musica che c'è". Inoltre ha detto che suonare la chitarra è  "molto impegnativo", "lo fai difficile quanto vuoi".

## Arresto
L'11 dicembre 2018 viene diffusa la notizia del suo arresto, con l'accusa di violazione di domicilio, furto con scasso e aggressione a pubblico ufficiale. O'Brien, il giorno prima, si sarebbe introdotto senza permesso nell'abitazione dei suoi vicini, e all'arrivo della polizia avrebbe affrontato gli agenti brandendo un coltello. Nello stesso momento, poco distante, nella sua casa sarebbe divampato un incendio e sarebbero esplose varie munizioni che possedeva. I vigili del fuoco, una volta domate le fiamme, al suo interno avrebbero trovato anche due lanciafiamme da guerra. Quattro giorni dopo, il 14 dicembre, viene rilasciato su cauzione dietro il pagamento dei 50000 $ previsti.

## Discografia
Ceremony
- 1992 - Ceremony (Demo)
- 2000 - The Days Before the Death (EP)

Nevermore
- 1996 - In Memory (EP)
- 1996 - The Politics of Ecstasy

Cannibal Corpse
- 1998 - Gallery of Suicide
- 1999 - Bloodthirst
- 2002 - Gore Obsessed
- 2004 - The Wretched Spawn
- 2006 - Kill
- 2009 - Evisceration Plague
- 2012 - Torture
- 2014 - A Skeletal Domain
- 2017 - Red Before Black

Jeff Loomis
- 2008 - Zero Order Phase

Kataklysm
- 2008 - Prevail

Leather
- 1989 - Shock Waves

Lethal
- 1997 - Your Favorite God (EP)

Spawn of Possession
- 2006 - Noctambulant